# Chromatomyia isicae
Chromatomyia isicae este o specie de muște din genul Chromatomyia, familia Agromyzidae, descrisă de Erich Martin Hering în anul 1962.
Este endemică în Austria. Conform Catalogue of Life specia Chromatomyia isicae nu are subspecii cunoscute.